# 布尔尼
布尔尼（1654年—1675年），博尔济吉特氏，清初察哈尔部首领，林丹汗之孙，阿布奈与固伦温庄长公主之子。
康熙八年（1669年），其父察哈尔亲王阿布奈被康熙帝革除爵位，监禁于盛京。康熙帝为安抚察哈尔部，命布尔尼袭其父之之亲王爵，并許配以安亲王岳乐之女。
康熙十四年（1675年），布尔尼乘吴三桂三藩之乱之际，与兄弟罗卜藏一同举兵反清，欲救其父。康熙帝遂命多罗信郡王鄂札为抚远大将军，率兵攻擊布尔尼。布尔尼兄弟于达禄被清兵所败，落荒而逃，路遇科尔沁和硕额驸沙津部隊。布尔尼希望沙津念及姻戚之谊（沙津为罗卜藏妻兄）而放其生路，但沙津并不领情，最终二人被沙津射杀。康熙帝憤怒，株連阿布奈，賜自縊。
此后，其部众迁至大同、宣化边外，被编为察哈尔八旗。